# Alta GP
Alta GP — переработанное шасси довоенной конструкции бывшего британского производителя спортивных и гоночных автомобилей Alta Car and Engineering Company, широко известного просто как Аlta. Болиды Alta были оснащены двигателями объёмом 1,5 л с наддувом, мощностью примерно 230 л.с., и 4-скоростной коробкой передач от довоенных моделей. Участвовали в пяти гонках Формулы-1 в период между 1950 и 1952 годами.

## Результаты выступлений в гонках
| Легенда к таблице |                                                                    |
| --- | ------------------------------------------------------------------ |
| В таблице перечислены результаты всех Гран-при Формулы-1, в которых использовался автомобиль. Строками таблицы являются сезоны, столбцами — этапы чемпионата мира. В каждой клетке указаны сокращённое название этапа и результат, дополнительно обозначенный цветом. Расшифровка обозначений и цветов представлена в нижеследующей таблице. |                                                                    |
| \| Пример \| Описание \| \| ------------ \| ------------------------------------------------------------------ \| \| 1 \| Победитель \| \| 2 \| Второе место \| \| 3 \| Третье место \| \| 5 \| Финишировал, заработав очки \| \| Сход \| Не финишировал, но при этом заработал очки \| \| 12 \| Финишировал, не получив очков \| \| НКЛ \| Финишировал, но не попал в финальную классификацию \| \| 15 \| Участвовал вне зачёта, либо по отдельной классификации \| \| 18 \| Не финишировал, но попал в финальную классификацию \| \| Сход \| Не финишировал \| \| НКВ \| Не прошёл квалификацию \| \| НПКВ \| Не прошёл предквалификацию \| \| ДСК \| Дисквалифицирован \| \| ИСК \| Исключён из протокола соревнований \| \| ТТ \| Заявлен для участия только в тренировках \| \| НС \| Участвовал в квалификации, но не стартовал в гонке \| \| Т \| Травмирован или болен \| \| ОТК \| Отказ от участия \| \| НТР \| Прибыл на соревнования, но на трассу не выезжал \| \| НПР \| Был заявлен в числе участников, но не прибыл к началу соревнований \| \| О \| Соревнования отменены \| \| \| Не участвовал \| \| Поул-позиция \| \| \| Быстрый круг \| \| |                                                                    |
| Пример | Описание                                                           |
| 1 | Победитель                                                         |
| 2 | Второе место                                                       |
| 3 | Третье место                                                       |
| 5 | Финишировал, заработав очки                                        |
| Сход | Не финишировал, но при этом заработал очки                         |
| 12 | Финишировал, не получив очков                                      |
| НКЛ | Финишировал, но не попал в финальную классификацию                 |
| 15 | Участвовал вне зачёта, либо по отдельной классификации             |
| 18 | Не финишировал, но попал в финальную классификацию                 |
| Сход | Не финишировал                                                     |
| НКВ | Не прошёл квалификацию                                             |
| НПКВ | Не прошёл предквалификацию                                         |
| ДСК | Дисквалифицирован                                                  |
| ИСК | Исключён из протокола соревнований                                 |
| ТТ | Заявлен для участия только в тренировках                           |
| НС | Участвовал в квалификации, но не стартовал в гонке                 |
| Т | Травмирован или болен                                              |
| ОТК | Отказ от участия                                                   |
| НТР | Прибыл на соревнования, но на трассу не выезжал                    |
| НПР | Был заявлен в числе участников, но не прибыл к началу соревнований |
| О | Соревнования отменены                                              |
| | Не участвовал                                                      |
| Поул-позиция |                                                                    |
| Быстрый круг |                                                                    |

| Сезон | Шасси   | Двигатель    | Ш | Пилоты        | 1    | 2   | 3   | 4    | 5   | 6   | 7   | 8   |
| ----- | ------- | ------------ | - | ------------- | ---- | --- | --- | ---- | --- | --- | --- | --- |
| 1950  | Alta GP | Alta 1,5 L4С | D |               | ВЕЛ  | МОН | 500 | ШВА  | БЕЛ | ФРА | ИТА |     |
| 1950  | Alta GP | Alta 1,5 L4С | D | Джефф Кроссли | Сход |     |     |      | 9   |     |     |     |
| 1950  | Alta GP | Alta 1,5 L4С | D | Джо Келли     | НКЛ  |     |     |      |     |     |     |     |
| 1951  | Alta GP | Alta 1,5 L4С | D |               | ШВА  | 500 | БЕЛ | ФРА  | ВЕЛ | ГЕР | ИТА | ИСП |
| 1951  | Alta GP | Alta 1,5 L4С | D | Джо Келли     |      |     |     |      | НКЛ |     |     |     |
| 1952  | Alta F2 | Alta L4      | D |               | ШВА  | 500 | БЕЛ | ФРА  | ВЕЛ | ГЕР | НИД | ИТА |
| 1952  | Alta F2 | Alta L4      | D | Питер Уайтхед |      |     |     | Сход |     |     |     |     |
| 1952  | Alta F2 | Alta L4      | D | Грэм Уайтхед  |      |     |     |      | 12  |     |     |     |